# Ampereae
Ampereae es una tribu de la subfamilia Acalyphoideae, perteneciente a la familia Euphorbiaceae. Comprende 2 géneros. Es género tipo es: Amperea A. Juss.

## Géneros
- Amperea
- Monotaxis